# Roel Klaassen
Roel Klaassen (Amsterdam, 1 april 1962) is een voormalig Nederlands honkballer en honkbalcoach
Klaassen behaalde in 1980 het gymnasium-b diploma aan het Vossius Gymnasium te Amsterdam en studeerde daarna fysiotherapie en haptonomie/haptotherapie. Hij speelde geruime tijd honkbal en maakte van 1983 tot 1986 deel uit als werper van het Nederlands honkbalteam tijdens Europese en Wereldkampioenschappen. Na zijn actieve topsportcarrière werd hij in 1989 fieldmanager van het Nederlandse Jong Oranje team wat hij tot 1999 zou blijven doen. Tussen 1989 en 2001 was hij tevens instructeur pitching aan de honkbalschool van de KNBSB te Nieuwegein. Van 1999 tot 2000 was hij internationaal scout voor de Atlanta Braves en van 2000 tot 2007 was hij dat voor de Texas Rangers. Klaassen was van 1985 tot 2006 lid van een fysiotherapeutisch maatschap in Haarlem en heeft nu een praktijk in Middenbeemster voor haptotherapie, haptonomie, coaching, trainingen en topsportbegeleiding.
- Virtual International Authority File: 3129156497247117740007
- WorldCat: E39PBJdGH4FPKJCrv6d67XYMfq